# Svinrötter
Svinrötter (Scorzonera) är ett släkte av korgblommiga växter. Svinrötter ingår i familjen korgblommiga växter.

## Bildgalleri

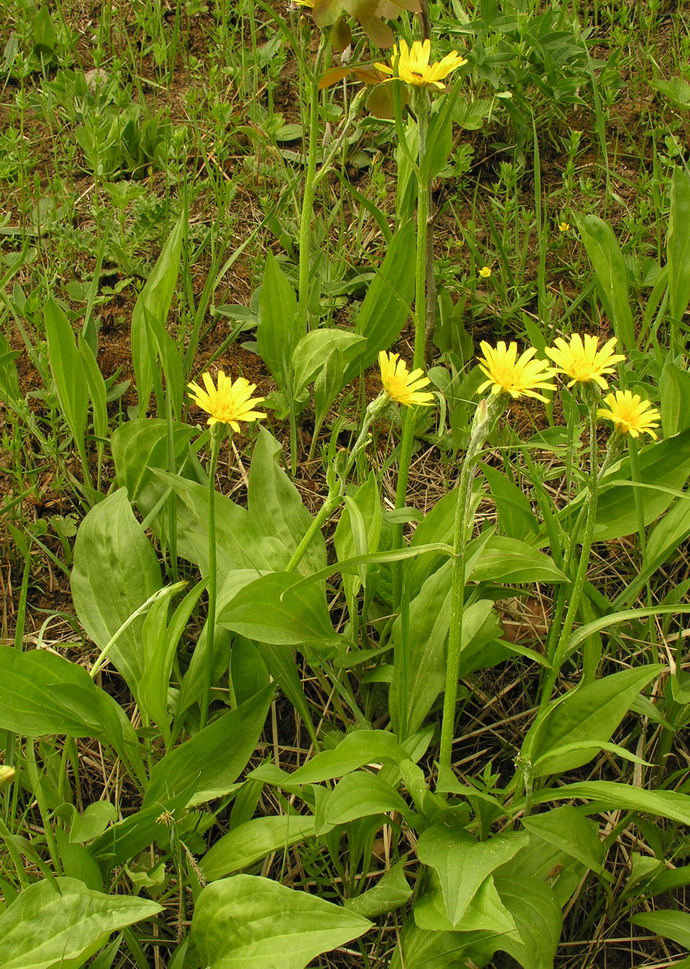
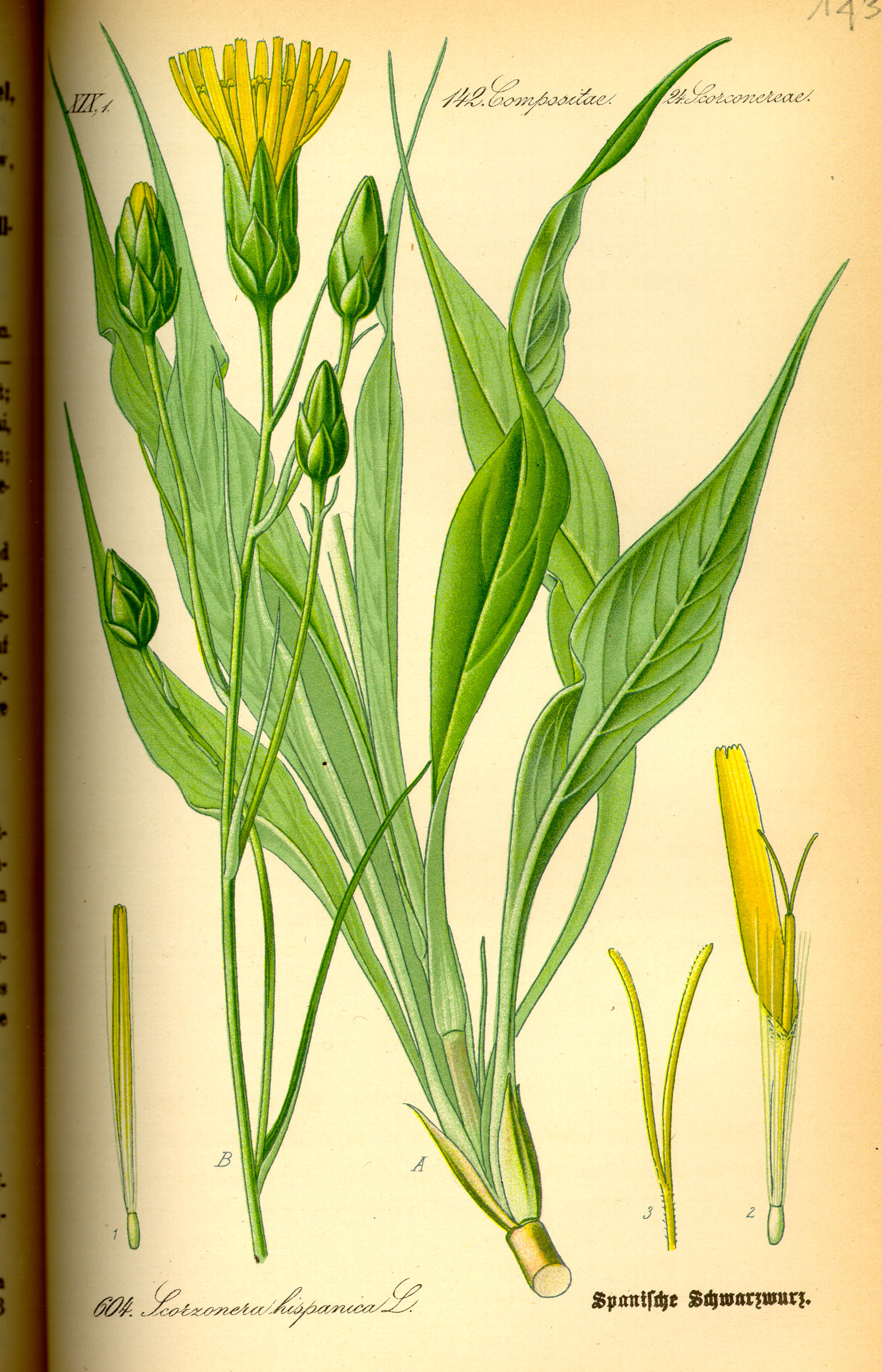
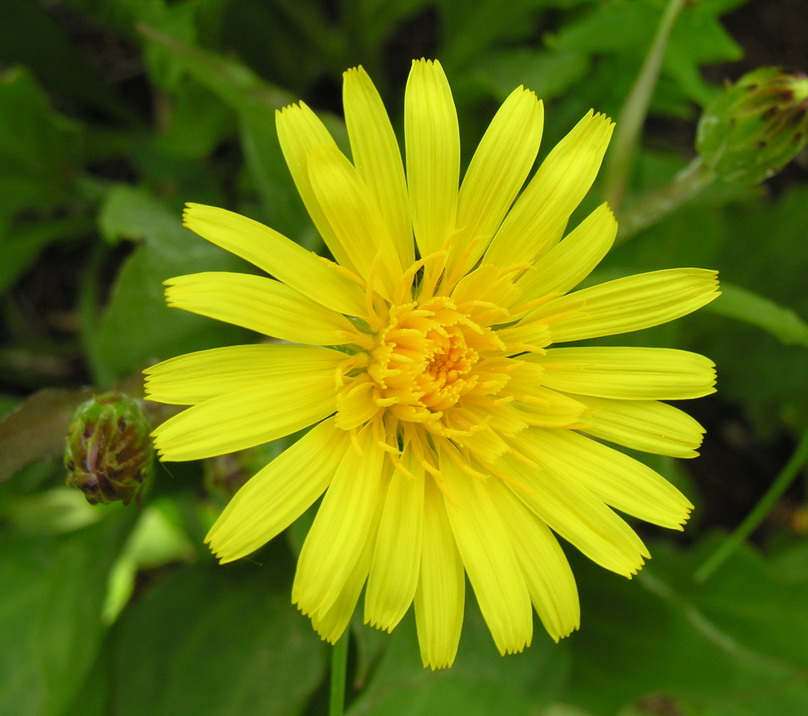
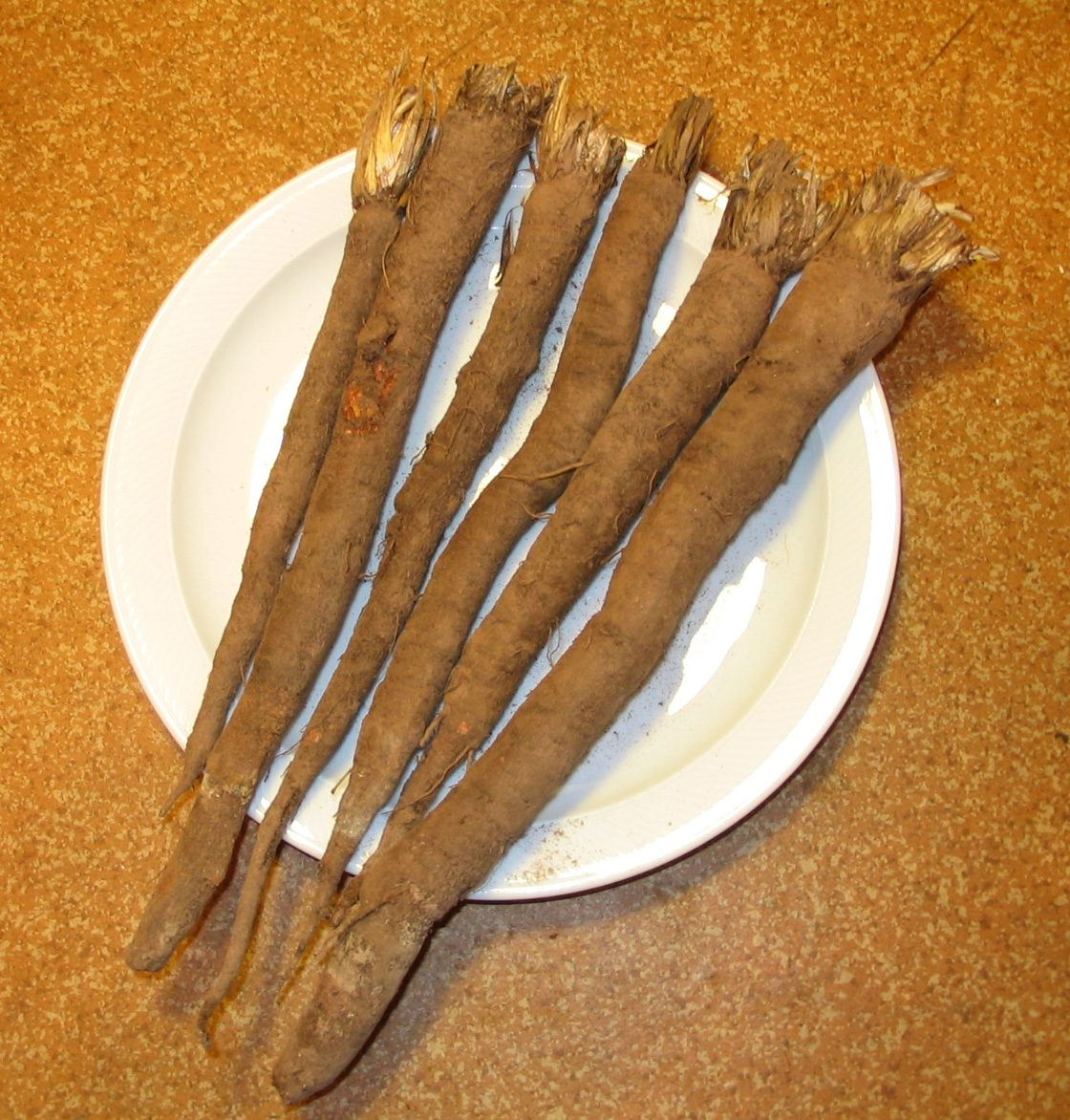
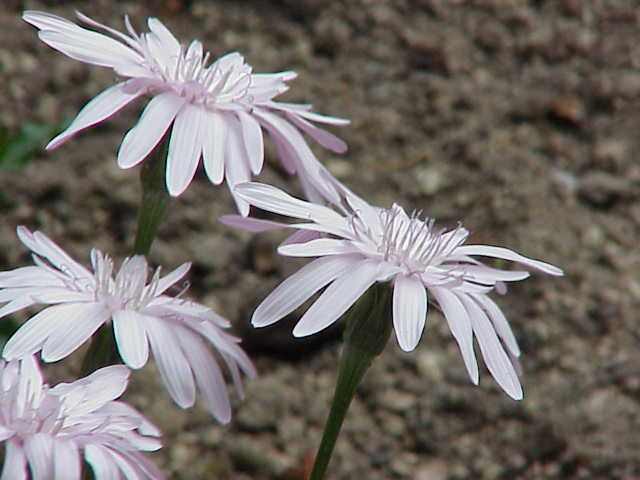
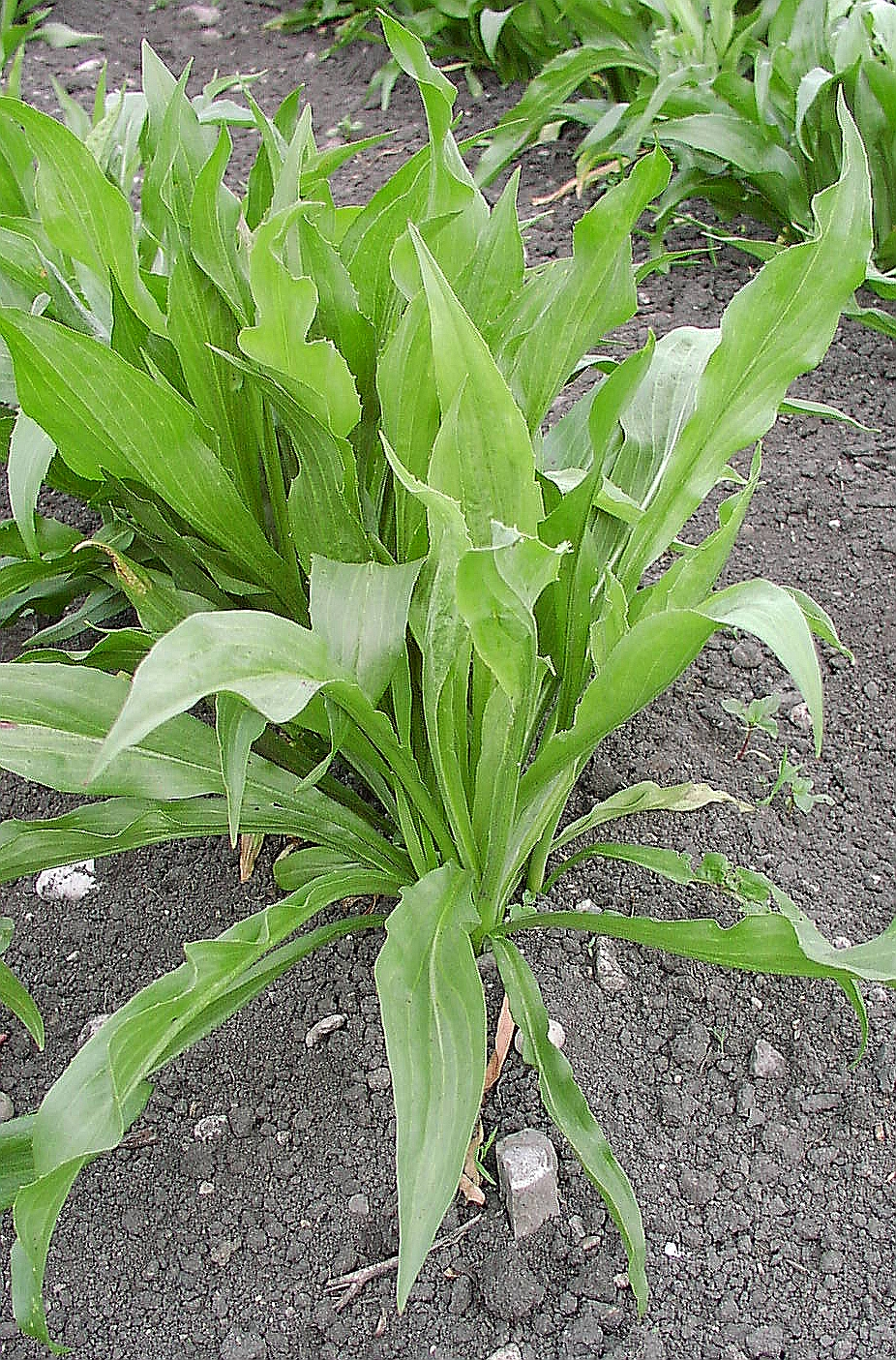

## Dottertaxa till Svinrötter, i alfabetisk ordning[1]
- Scorzonera acanthoclada
- Scorzonera acantholimon
- Scorzonera acuminata
- Scorzonera adilii
- Scorzonera affinis
- Scorzonera alaica
- Scorzonera alba
- Scorzonera albertoregelia
- Scorzonera albicans
- Scorzonera albicaulis
- Scorzonera amasiana
- Scorzonera angustifolia
- Scorzonera aragatzi
- Scorzonera araneosa
- Scorzonera argyrea
- Scorzonera aristata
- Scorzonera aucheriana
- Scorzonera austriaca
- Scorzonera baetica
- Scorzonera baldshuanica
- Scorzonera bicolor
- Scorzonera biebersteinii
- Scorzonera boissieri
- Scorzonera bracteosa
- Scorzonera bungei
- Scorzonera bupleurifolia
- Scorzonera bupleuroides
- Scorzonera caespitosa
- Scorzonera callosa
- Scorzonera calyculata
- Scorzonera capito
- Scorzonera chantavica
- Scorzonera charadzeae
- Scorzonera cinerea
- Scorzonera circumflexa
- Scorzonera codringtonii
- Scorzonera communis
- Scorzonera crassifolia
- Scorzonera cretica
- Scorzonera crispa
- Scorzonera crocifolia
- Scorzonera czerepanovii
- Scorzonera darreana
- Scorzonera davisii
- Scorzonera divaricata
- Scorzonera doriae
- Scorzonera drarii
- Scorzonera dzhawakhetica
- Scorzonera elata
- Scorzonera elongata
- Scorzonera ensifolia
- Scorzonera eriophora
- Scorzonera euphratica
- Scorzonera fengtiensis
- Scorzonera ferganica
- Scorzonera filifolia
- Scorzonera flaccida
- Scorzonera franchetii
- Scorzonera gageoides
- Scorzonera glabra
- Scorzonera gorovanica
- Scorzonera gracilis
- Scorzonera graminifolia
- Scorzonera grubovii
- Scorzonera helodes
- Scorzonera hieraciifolia
- Scorzonera hispanica
- Scorzonera hispida
- Scorzonera hissarica
- Scorzonera hondae
- Scorzonera hotanica
- Scorzonera humifusa
- Scorzonera humilis
- Scorzonera ikonnikovii
- Scorzonera iliensis
- Scorzonera inaequiscapa
- Scorzonera incisa
- Scorzonera inconspicua
- Scorzonera intricata
- Scorzonera isophylla
- Scorzonera ispahanica
- Scorzonera joharchii
- Scorzonera kandavanica
- Scorzonera karabelensis
- Scorzonera karataviensis
- Scorzonera ketzkhovelii
- Scorzonera ketzkhowelii
- Scorzonera koelpinioides
- Scorzonera kotschyi
- Scorzonera kozlowskyi
- Scorzonera kuhistanica
- Scorzonera lacera
- Scorzonera laciniata
- Scorzonera lamellata
- Scorzonera lanata
- Scorzonera lasiocarpa
- Scorzonera latifolia
- Scorzonera leptophylla
- Scorzonera libanotica
- Scorzonera limnophila
- Scorzonera lindbergii
- Scorzonera lipskyi
- Scorzonera litwinowii
- Scorzonera longiana
- Scorzonera longifolia
- Scorzonera longipapposa
- Scorzonera luntaiensis
- Scorzonera luristanica
- Scorzonera mackmeliana
- Scorzonera manshurica
- Scorzonera mariovoensis
- Scorzonera microcalathia
- Scorzonera mirabilis
- Scorzonera mollis
- Scorzonera mongolica
- Scorzonera mucida
- Scorzonera multifida
- Scorzonera muriculata
- Scorzonera musili
- Scorzonera musilii
- Scorzonera nivalis
- Scorzonera ovata
- Scorzonera pachycephala
- Scorzonera pamirica
- Scorzonera papposa
- Scorzonera paradoxa
- Scorzonera parviflora
- Scorzonera persepolitana
- Scorzonera persica
- Scorzonera petrovii
- Scorzonera phaeopappa
- Scorzonera pisidica
- Scorzonera polyclada
- Scorzonera praetuberosa
- Scorzonera pratorum
- Scorzonera pseudodivaricata
- Scorzonera psychrophila
- Scorzonera pubescens
- Scorzonera pulchra
- Scorzonera pygmaea
- Scorzonera racemosa
- Scorzonera raddeana
- Scorzonera radians
- Scorzonera radiata
- Scorzonera ramosissima
- Scorzonera rawii
- Scorzonera renzii
- Scorzonera reverchonii
- Scorzonera rigida
- Scorzonera rugulosa
- Scorzonera rumicifolia
- Scorzonera rupicola
- Scorzonera safievii
- Scorzonera sahnea
- Scorzonera sandrasica
- Scorzonera schweinfurthii
- Scorzonera scopariiformis
- Scorzonera scyria
- Scorzonera seidlitzii
- Scorzonera semicana
- Scorzonera sericea
- Scorzonera sericeo-lanata
- Scorzonera serpentinica
- Scorzonera sinensis
- Scorzonera stenocephala
- Scorzonera stricta
- Scorzonera subacaulis
- Scorzonera subaphylla
- Scorzonera suberosa
- Scorzonera sublanata
- Scorzonera syriaca
- Scorzonera tadshikorum
- Scorzonera tau-saghyz
- Scorzonera tenax
- Scorzonera tenuisecta
- Scorzonera tianshanensis
- Scorzonera tomentosa
- Scorzonera tortuosissima
- Scorzonera tragopogonoides
- Scorzonera transiliensis
- Scorzonera troodea
- Scorzonera tuberculata
- Scorzonera tuberosa
- Scorzonera tunicata
- Scorzonera turkestanica
- Scorzonera ulrichii
- Scorzonera undulata
- Scorzonera usbekistanica
- Scorzonera wendelboi
- Scorzonera veratrifolia
- Scorzonera veresczaginii
- Scorzonera verrucosa
- Scorzonera villosa
- Scorzonera violacea
- Scorzonera virgata
- Scorzonera woronowii
- Scorzonera xylobasis
- Scorzonera yemensis
- Scorzonera yildirimlii